# Тилорон
Тилоро́н (торговое название: Амиксин) — лекарственное средство с недоказанной эффективностью.
С точки зрения доказательной медицины, препарат не имеет убедительных доказательств эффективности. Действие тилорона изучено в основном на животных и в экспериментах in vitro. По состоянию на апрель 2009 года в каталоге MEDLINE было зарегистрировано лишь одно рандомизированное исследование на людях с применением тилорона, выполненное в 1981 году. В СНГ был проведён ряд локальных клинических испытаний тилорона, в основном низкого качества — чаще всего с отсутствием рандомизации и плацебо-контроля и/или применением нестандартных критериев эффективности.
Зарегистрирован в качестве лекарственного средства только в России, на Украине, в Казахстане, Белоруссии, Армении, Грузии, Киргизии, Молдавии, Туркмении, Узбекистане.
Сведения о применении тилорона в качестве лекарственного средства за пределами стран бывшего СССР отсутствуют. Препарата нет в рекомендациях Всемирной организации здравоохранения для лечения каких-либо заболеваний. Он не одобрен FDA или Европейским агентством лекарственных средств.

## Позиционирование
Тилорон — синтетический низкомолекулярный индуктор интерферона, используемый перорально в качестве противовирусного средства. В лекарственных формах используется в виде дигидрохлорида.

## Статус тилорона в РФ
Включение тилорона в стандарты РФ лечения ряда инфекций (гриппа, ОРВИ, вирусного гепатита, вирусного энцефалита, миелита и других) послужило причиной его включения в Перечень жизненно необходимых и важнейших лекарственных препаратов РФ (в списке жизненно необходимых лекарственных средств Всемирной организации здравоохранения тилорон отсутствует), что не позволяет аптекам неконтролируемо повышать цены на этот препарат. Но с другой стороны, теоретически может способствовать более высокому уровню продаж препарата по регулируемым ценам.

## История
Вещество Тилорон запатентовали в США в 1968 году и попытались сделать из него лекарство, но эти попытки окончились неудачей в 1970-х годах. В СССР на основе тилорона фармацевты сделали лекарственное средство Амиксин, который применяется в России и нескольких соседних странах.
Первое упоминание о 2,7-бис-[2-(диэтиламино)этокси]флуореноне-9 встречается в заявке на патент США № 788,038 от 30 декабря 1968 года (патент США № 3592819), где описывается получение (в числе других соединений, впоследствии получивших общее название «Аналоги тилорона» — Tilorone Analogs) и противовирусные свойства этого вещества. Первыми же публикациями в научном журнале стали статьи Gerald D. Mayer и Russell F. Krueger в журнале Science — одном из наиболее авторитетных научных изданий (импакт-фактор для 1981 года превышает 138).
Первые испытания безопасности и индукции интерферона на людях датируются 1971 г.
В 1973 году в журнале «Антибиотики» опубликовали статью Зинаиды Виссарионовны Ермольевой с соавторами, посвящённая интерфероногенным свойствам тилорона. Эта статья, по-видимому, разбудила интерес к тилорону советских учёных.
В 1975 году в Физико-химическом институте АН УССР (Одесса) Литвинова Л. А. с сотрудниками впервые в СССР синтезировала тилорон.

## Фармакологические свойства
Индукция интерферона:
тилорон является первым из описанных пероральным эффективным низкомолекулярным индуктором интерферона. Индуцирует выработку интерферонов трёх основных классов — α (альфа), β (бета) и γ (гамма). Основными продуцентами интерферонов являются клетки эпителия кишечника, гепатоциты, T-лимфоциты и гранулоциты. Проникает через гематоэнцефалический барьер и индуцирует образование интерферонов в клетках нейроглии и нейронах мозга. После перорального приёма препарата продукция интерферонов распределяется по схеме: кишечник → печень (через 4—6 часов) → кровь (через 20—24 часа) → лёгкие, селезёнка, мозг и другие ткани (через 48 часов). Показано, что тилорон приводит к заметному и достоверному увеличению титров интерферона.
Для одного из торговых наименований тилорона, лекарственного препарата «Амиксин» (действующее вещество — тилорон), согласно утверждённой инструкции, доказана стимуляция образования в организме всех типов интерферонов (альфа, бета, гамма и лямбда).

## Применение

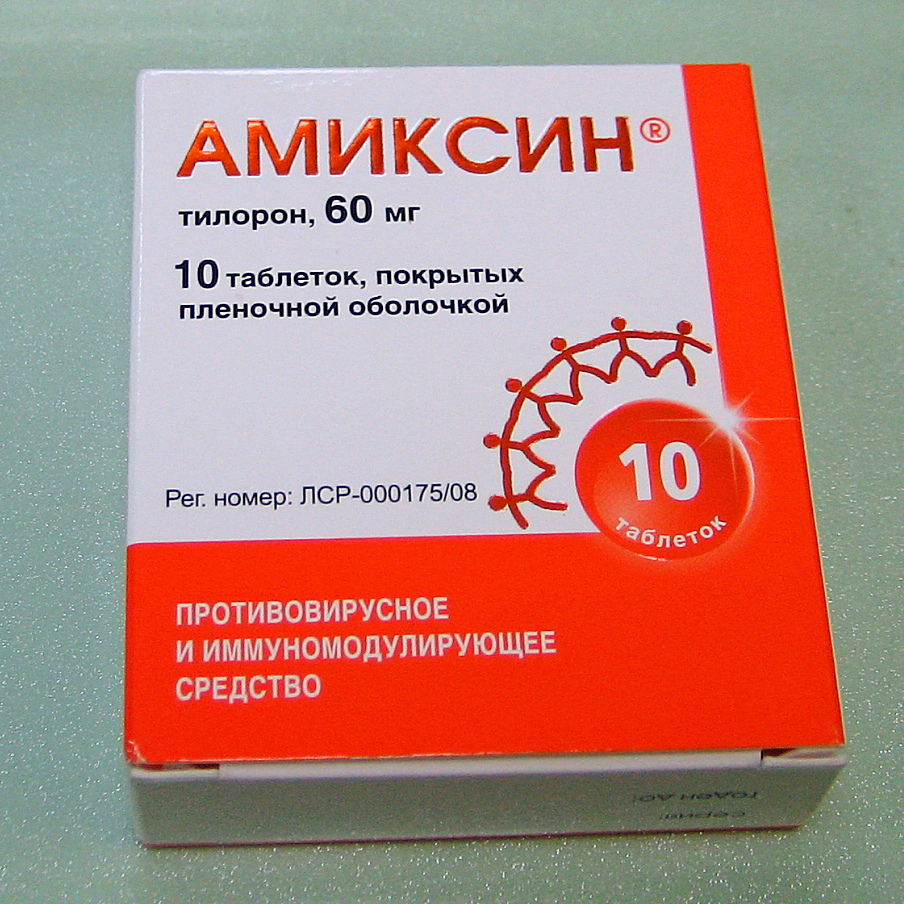
Амиксин

Согласно информации производителей из вкладышей к выпускаемым на основе тилорона в СНГ препаратам («Флогардин», «Тилорон», «Тилорам», «Лавомакс» и «Амиксин»), препарат у взрослых показан при вирусном гепатите A, В, С; герпетической и цитомегаловирусной инфекции; в составе комплексной терапии инфекционно-аллергических и вирусных энцефаломиелитов (рассеянный склероз, лейкоэнцефалит, увеоэнцефалит и другие), урогенитального и респираторного хламидиоза; при лечении и профилактике гриппа и ОРВИ.
Детская форма препарата «Амиксин», имеющая статус OTC, показана к применению детям от 7 лет для лечения и профилактики гриппа и ОРВИ.
Комплексную терапию нейровирусных инфекций следует проводить под наблюдением врача.

## Взаимодействие с другими лекарственными средствами
Лекарственные взаимодействия тилорона с другими средствами систематически не изучались. Известно, что тилорон, как и другие индукторы интерферона способен снижать активность ферментной системы — цитохрома Р450. Этот эффект обусловлен, по-видимому, самим индуцируемым интерфероном, поскольку показано аналогичное снижение активности ряда изоформ CYP при непосредственном введении интерферона. Таким образом, при назначении тилорона следует считаться с возможностью снижения скорости цитохром-P450 опосредованного метаболизма других лекарственных препаратов и, возможно, соответствующим образом корректировать их дозировку и/или режимы введения. Так, совместное применение тилорона (Амиксин) и метронидазола позволило существенно снизить частоту и силу проявления побочных эффектов, связанных с гепатотоксичностью метронидазола. Этим же механизмом, вероятно, обусловлена антимутагенная и антиканцерогенная активность тилорона.
Многие препараты метаболизируются и инактивируются в организме путём ацетилирования. Скорость ацетилирования определена во многом генетически, а также может варьировать под воздействием других препаратов. Коль скоро тилорон проходит процессинг в эндоплазматическом ретикулуме, где присутствует ацетилтрансфераза, то не исключено влияние его на ацетилирование. Изучалась возможная связь между применением тилорона и процессом ацетилирования модельного вещества прокаинамида на крысах. Предварительное употребление тилорона приводит к увеличению на треть скорости ацетилирования, что может требовать дополнительной коррекции в дозах препаратов, которые потенциально подвержены ацетилированию, такие как сульфаниламидные препараты, противотуберкулёзные (фтизопирам, изониазид) и другие.

## Исследования эффективности и безопасности
По состоянию на апрель 2009 года, в каталоге MEDLINE зарегистрировано лишь одно рандомизированное исследование на людях с применением тилорона, выполненное в 1981 году. Исследование посвящено изучению ряда лекарственных средств для лечения рака молочной железы с метастазами. В этом исследовании при применении тилорона показатели выживаемости были наименьшими среди всех исследованных лекарственных средств.

### Исследования в СНГ
Регистрации тилорона в СНГ в качестве терапевтического препарата предшествовал ряд локальных клинических испытаний.
В доступных on-line научных публикациях есть сообщение о единственном рандомизированном исследовании эффективности амиксина при гриппе и других респираторных вирусных инфекциях у детей, которое проведено в 2001 году и показало сокращение продолжительности симптомов интоксикации в два с половиной раза, и сроков выздоровления в два раза на фоне антибиотикотерапии у детей с осложнёнными формами ОРВИ. Результаты опубликованы в нереферируемом ВАК Русском медицинском журнале. В исследовании участововали 180 детей[малая выборка] старше 7 лет, больные гриппом или ОРВИ. Ни в одном из случаев не было выявлено нежелательных явлений. (Авторы не указывают, каких именно нежелательных явлений не было выявлено; если речь идёт о нежелательных явлениях как таковых, а не только о НЯ, потенциально связанных с препаратом, полное отсутствие НЯ у 180 обследуемых больных детей позволяет высказать предположение о недостаточно тщательной регистрации информации о безопасности; в частности, статья не содержит сравнения частоты НЯ в группе плацебо с НЯ в группе тилорона).
Препарат амиксин был опробован на медицинском персонале в Боткинской клинической больнице (Москва, Россия) для профилактики ОРВИ. Применение препарата снизило частоту проявлений симптомов ОРВИ в 3,4 раза.
После 2001 года опубликован ряд статей о проведённых в России и на Украине клинических испытаниях тилорона. Общими признаками этих исследований являются небольшое количество наблюдений, отсутствие рандомизации и плацебо-контроля и/или использование нестандартных критериев эффективности (например, когда эффективность лекарства при лечении вирусной инфекции оценивается по субъективному показателю — самочувствию, а не по объективному — вирусологическому анализу).
Примером одного из клинических исследований, проведённых в странах бывшего СССР, является исследование, посвящённое изучению интерферонового статуса у больных неспецифическим язвенным колитом. В этом исследовании участвовало 113 пациентов[малая выборка], распределённых на четыре группы, лишь одна из которых получала амиксин. На основании результатов этого исследования сделан вывод, что тилорон оказывает нормализующее действие на интерфероновый статус больных.
Две статьи посвящены терапевтическому эффекту препарата лавомакс при лечении урогенитальных инфекций и цистита. Наблюдалась ускоренная на треть элиминация бактерий и симптомов цистита. Исследование проводилось без плацебо-контроля, в рамках которого находится наблюдаемый эффект.
Результаты проведённых в некоторых медицинских вузах Украины исследований опубликованы не в научной медицинской периодике, а на медицинских сайтах с пометкой «на правах рекламы», например.

## Эксперименты на культурах клеток и на животных

### Противовирусная активность
В культуре клеток bsc-1 (интерферон-чувствительная линия) тилорон в концентрации 10 мкг/мл ингибировал подобно цитозину арабинозиду, но сильнее последнего, синтез вирусных (вирус простого герпеса и вирус везикулярного стоматита) белков и нуклеиновых кислот, причём действие препарата не отмечалось, если культуру отмывали от препарата за 24 часа до заражения вирусом.

### Антимикробная активность
Введение тилорона защищало мышей[значимость факта для клинической практики?] от летальных доз Francisella tularensis, повышало выживаемость при инфицировании сублетальными дозами Listeria monocytogenes, Mycobacterium bovis, Mycobacterium tuberculosis, Mycobacterium leprae и Salmonella Enteritidis. На мышах показана эффективность тилорона при системных микозах, вызванных дрожжевыми (Candida albicans) и плесневыми (Aspergillus) грибами.

### Противоопухолевая активность
Тилорон (30—60 мг/кг, i.p., ежедневно, оптимальная доза (оптим.) — 30 мг/кг) в восемь раз увеличивал среднюю продолжительность жизни животных[значимость факта для клинической практики?] (СПЖ) с привитой асцитной карциносаркомой 256 (ascitic Walker 256 carcinosarcoma), при том, что рифампицин (10—100 мг/кг, оптим. 100 мг/кг) и polyI-polyC (индуктор интерферона, 5—20 мг/кг, оптим. 10 мг/кг) обеспечивали только 2,25 и двукратное увеличение СПЖ, соответственно.

### Радиопротекторная активность
Тилорон в дозе 200 мг/кг, (интрагастрально) введённый за 18 часов до рентгеновского облучения (дозы составили 450, 550 и 700 Р) обеспечивал защиту 100, 65 и 30 % мышей[значимость факта для клинической практики?] BALB/c при 85, 35 и 5 % выживания в контроле, соответственно, и значительно повышал количество розетко-образующих спленоцитов после облучения 60Co-γ излучением (0,7 рад/мин., 700 рад).

## Регистрация
В Российской Федерации зарегистрированы лекарственные препараты тилорона — Амиксин, Лавомакс, ОРВИС Иммуно, ОРВИ-ксин, Флогардин, Тилаксин, Тилорон, Тилорам. На Украине препараты Амиксин и Лавомакс с действующим веществом тилорон зарегистрированы Государственной службой лекарственных средств и изделий медицинского назначения. В Казахстане тилорон зарегистрирован под двумя торговыми наименованиями (Амиксин, Лавомакс). Амиксин зарегистрирован в Армении, Узбекистане, Грузии, Киргизии, Молдове.

## Критика
По словам члена Общества специалистов доказательной медицины (президент в 2008—2017 годы, вице-президент с 2017 года) автора монографий о доказательной медицине и эпидемиологии доктора медицинских наук профессора Василия Власова, амиксин (действующее вещество — тилорон) не имеет убедительных доказательств эффективности.
Медицинский журналист Карен Шаинян утверждал, что амиксин стоит в ряду препаратов, у которых есть авторитетный покровитель (академик или чиновник Минздрава), широкая рекламная кампания, ареал распространения в пределах России и бывшего Советского Союза и отсутствие доказательной базы на уровне мировых стандартов.